# Sarmack
Sarmack (biał. Сармацк; ros. Сармацк, Sarmack, pol. hist. Sarmack) – wieś na Białorusi, w obwodzie witebskim, w rejonie orszańskim, w sielsowiecie Wysokaje.

## Historia
W XIX i w początkach XX w. majątek ziemski należący do Łubieńskich. Położony był wówczas w Rosji, w guberni mohylewskiej, w powiecie orszańskim. Następnie w granicach Związku Sowieckiego. Od 1991 w niepodległej Białorusi.